# Надоло, Немани
Нема́ни Надо́ло (англ. Nemani Nadolo, родился 31 января 1988) — фиджийский регбист, выступающий за французский клуб «Лестер» и сборную Фиджи на позиции трёхчетвертного.

## Карьера
Рату Нисиганиави родился на Фиджи, но когда ему было три года семья переехала в Брисбен, где его отец профессионально играл в регби. В 2009 году Рату сменил фамилию отца, ушедшего из семьи, на фамилию матери и стал Немани Надоло.
Свою профессиональную карьеру Надоло начал в 2007 году, выступая за команду из Перта.
В 2010 году фиджиец подписал контракт с французской командой «Бургуэн-Жальё», в играх за которую занёс пять попыток в 16 матчах. Позднее был куплен английским клубом  «Эксетер Чифс», но вскоре был уволен из-за вождения автомобиля в состоянии алкогольного опьянения.
В дальнейшем выступал в японской команде «НЕК Грин Рокетс» из высшей лиги. В 2014 году подписал контракт с новозеландским клубом «Крусейдерс», выступавшем в Супер Регби. В его составе провёл три сезона. С 2016 года вновь выступает во Франции, защищая цвета клуба «Монпелье Эро».
В национальной сборной Фиджи Надоло дебютировал в 2010 году во время тест-встречи со сборной Австралии.
В 2015 году вошел в состав сборной Фиджи на чемпионат мира. В первом матче турнира, в котором фиджийцам противостояли англичане Надоло занёс попытку и реализовал один пенальти. В игре второго тура с Австралией (13—28) Надоло показал стопроцентную реализацию ударов, забив реализацию и два пенальти. В игре третьего тура против Уэльса на поле не появлялся, а в последней игре турнира с Уругваем (45—17) Немани занёс попытку и забил шесть реализаций из семи.